# Alexander Herrmann (kok)
Alexander Herrmann (Kulmbach, 7 juni 1971) is een Duitse sterrenkok. Hij werkt tevens als televisiekok en hij heeft enkele kookboeken geschreven.

## Biografie
In 1981 verloor Herrmann op negenjarige leeftijd zijn ouders bij een auto-ongeluk, waarna de leiding van het Herrmanns Romantik Posthotel in Wirsberg werd overgenomen door zijn oom en tante. Herrmann ging naar Hotelschool Bavaria in Altötting en liep stage in Romantikhotel Rottner in Nürnberg, de Schweizer Stuben in Wertheim en de Scholteshof in Hasselt. In 1995 haalde hij zijn examen als chef-kok (Küchenmeister) als beste van zijn jaargang, met eervolle vermelding door de Beierse overheid. De opleiding bereidt tevens voor op het ondernemerschap, met onder andere curricula in (belasting)recht, personeelsbeleid en communicatie.
In 1995 werd hij chef-kok in het restaurant van het Herrmanns Romantik Posthotel, een hotel dat sinds 1869 van zijn familie is. Sinds 2008 heeft zijn restaurant een Michelinster. De Gault Millau gaf hem 17 van de 20 punten en verkoos zijn kookschool als beste van het jaar 2011.
In Nürnberg opende Herrmann in 2010 gourmet-theater Palazzo. In het midden van het restaurant is een podium waar artiesten optreden. Iedere winter wordt een nieuw viergangenmenu gepresenteerd met een nieuw thema.

## Boeken
- Koch doch, deel 1, 2006, ISBN 3-89883-076-4
- Koch doch, deel 2, 2006, ISBN 3-89883-132-9
- Koch doch, deel 3, 2007, ISBN 978-3-89883-160-4
- Küchen IQ, deel 1: Basis, 2010, ISBN 978-389910473-8
- Küchen IQ, deel 2: Menü, 2011, ISBN 978-389910484-4
- Küchen IQ, deel 3: Anlass, 2012, ISBN 978-389910485-1

- Gemeinsame Normdatei: 128511621
- International Standard Name Identifier: 0000 0001 1126 398X
- Nationale Bibliotheek van Tsjechië: ola2003193640
- Nationale Bibliotheek van Polen: a0000001283147
- Virtual International Authority File: 161672839
- WorldCat: E39PBJvRR4cVddCvrHvq7FVt8C